# BandLink
BandLink — это онлайн-сервис, предназначенный для создания универсальных страниц со ссылками, которые объединяют ресурсы музыкантов, артистов и других творческих личностей в одном месте. Сервис используется для упрощения взаимодействия с аудиторией, а также для продвижения музыкальных релизов, видеоконтента, мероприятий и других проектов. Сервис также собирает данные об аудитории фанатов для дальнейшей аналитики и ретаргетинга. Сервис ориентирован на международную аудиторию и поддерживает различные языки, что способствует его глобальному использованию.

## История
В марте 2018 года BandLink начали разработку сервиса по распространению музыки с использованием смартлинков, имеющего также чарты и другое.
В январе 2022 года сервис был приобретён компанией «Яндекс», продолжив работать в прежнем режиме.

### BandLink Чарт
Всего BandLink составляет три чарта: ежедневный, еженедельный и ежемесячный. Попадание в чарт зависит от количества переходов по смартлинку.